# Abeš Hatun
Abeš Hatun (ابش خاتون, u eng. literaturi Absh Khatun) bila je kraljica Perzije 1263. — 1287.

## Obitelj
Absh je bila kći gospe Bibi, a ona je bila kći kraljice Turhan Hatun.
Gospa Absh se udala za princa Mankua Timura.
Prinčev je otac bio veliki vladar Hulagu-kan. Hulagu je poslao Absh u Širaz 1263.

## Vladavina
Absh je vladala od 1263. do 1287.
Njezino je ustoličenje bilo velika proslava.
Novčići su kovani u njezinu čast.